# 1980年モスクワオリンピックのボクシング競技
1980年モスクワオリンピックのボクシング競技（1980ねんモスクワオリンピックのボクシングきょうぎ）は、オリンピック・スタジアムにて1980年7月20日から8月2日までの競技日程で実施された。種目は男子のみ11階級で行われた。

## 競技結果
| 階級                           | 金                                          | 銀                                                  | 銅                                            |
| ------------------------------ | ------------------------------------------- | --------------------------------------------------- | --------------------------------------------- |
| ライトフライ級 (– 48 kg)       | シャミル・サビロフ ソビエト連邦 (URS)       | ヒポリト・ラモス キューバ (CUB)                     | イスマイル・モスタホフ ブルガリア (BUL)       |
| ライトフライ級 (– 48 kg)       | シャミル・サビロフ ソビエト連邦 (URS)       | ヒポリト・ラモス キューバ (CUB)                     | リ・ビヨンウク 北朝鮮 (PRK)                   |
| フライ級 (– 51 kg)             | ペーター・レソフ ブルガリア (BUL)           | ヴィクトール・ミロシュニチェンコ ソビエト連邦 (URS) | ヒュー・ラッセル アイルランド (IRL)           |
| フライ級 (– 51 kg)             | ペーター・レソフ ブルガリア (BUL)           | ヴィクトール・ミロシュニチェンコ ソビエト連邦 (URS) | ヤーノシュ・バラディ ハンガリー (HUN)         |
| バンタム級 (– 54 kg)           | ホアン・ヘルナンデス キューバ (CUB)         | ベルナルド・ピニャンゴ ベネズエラ (VEN)             | ミッチェル・アンソニー ガイアナ (GUY)         |
| バンタム級 (– 54 kg)           | ホアン・ヘルナンデス キューバ (CUB)         | ベルナルド・ピニャンゴ ベネズエラ (VEN)             | ディミトル・シペレ ルーマニア (ROM)           |
| フェザー級 (– 57 kg)           | ルディ・フィンク 東ドイツ (GDR)             | アドルフォ・オルタ キューバ (CUB)                   | クルシストフ・コセドウスキ ポーランド (POL)   |
| フェザー級 (– 57 kg)           | ルディ・フィンク 東ドイツ (GDR)             | アドルフォ・オルタ キューバ (CUB)                   | ヴィクトール・リバコフ ソビエト連邦 (URS)     |
| ライト級 (– 60 kg)             | アンヘル・ヘレラ キューバ (CUB)             | ヴィクトール・デミャネンコ ソビエト連邦 (URS)       | カジミェシュ・アダク ポーランド (POL)         |
| ライト級 (– 60 kg)             | アンヘル・ヘレラ キューバ (CUB)             | ヴィクトール・デミャネンコ ソビエト連邦 (URS)       | リヒャルト・ノバコウスキ 東ドイツ (GDR)       |
| ライトウェルター級 (– 63.5 kg) | パトリツィオ・オリバ イタリア (ITA)         | セリク・コナクバエフ ソビエト連邦 (URS)             | ホセ・アギラ キューバ (CUB)                   |
| ライトウェルター級 (– 63.5 kg) | パトリツィオ・オリバ イタリア (ITA)         | セリク・コナクバエフ ソビエト連邦 (URS)             | アンソニー・ウィリス イギリス (GBR)           |
| ウェルター級 (– 67 kg)         | アンドレス・アルダマ キューバ (CUB)         | ジョン・ムガビ ウガンダ (UGA)                       | カール＝ハインツ・クリューガー 東ドイツ (GDR) |
| ウェルター級 (– 67 kg)         | アンドレス・アルダマ キューバ (CUB)         | ジョン・ムガビ ウガンダ (UGA)                       | カジミェシュ・セサルバ ポーランド (POL)       |
| ライトミドル級 (– 71 kg)       | アルマンド・マルティネス キューバ (CUB)     | アレクサンドル・コシュキン ソビエト連邦 (URS)       | ヤン・フラネク チェコスロバキア (TCH)         |
| ライトミドル級 (– 71 kg)       | アルマンド・マルティネス キューバ (CUB)     | アレクサンドル・コシュキン ソビエト連邦 (URS)       | デトレフ・ケストネル 東ドイツ (GDR)           |
| ミドル級 (– 75 kg)             | ホセ・ゴメス キューバ (CUB)                 | ヴィクトール・サフチェンコ ソビエト連邦 (URS)       | ジェルジー・リビッキ ポーランド (POL)         |
| ミドル級 (– 75 kg)             | ホセ・ゴメス キューバ (CUB)                 | ヴィクトール・サフチェンコ ソビエト連邦 (URS)       | ワレンティン・シラギ ルーマニア (ROM)         |
| ライトヘビー級 (– 81 kg)       | スロボタン・カッチャー ユーゴスラビア (YUG) | パウエル・スクルセク ポーランド (POL)               | ヘルベルト・バウフ 東ドイツ (GDR)             |
| ライトヘビー級 (– 81 kg)       | スロボタン・カッチャー ユーゴスラビア (YUG) | パウエル・スクルセク ポーランド (POL)               | リカルド・ロハス キューバ (CUB)               |
| ヘビー級 (+ 81 kg)             | テオフィロ・ステベンソン キューバ (CUB)     | ピョートル・ツァエフ ソビエト連邦 (URS)             | ユルゲン・ファンゲーネル 東ドイツ (GDR)       |
| ヘビー級 (+ 81 kg)             | テオフィロ・ステベンソン キューバ (CUB)     | ピョートル・ツァエフ ソビエト連邦 (URS)             | イストバン・レーバイ ハンガリー (HUN)         |

## 各国メダル数
| 順 | 国・地域               | 金 | 銀 | 銅 | 計 |
| -- | ---------------------- | -- | -- | -- | -- |
| 1  | キューバ (CUB)         | 6  | 2  | 2  | 10 |
| 2  | ソビエト連邦 (URS)     | 1  | 6  | 1  | 8  |
| 3  | 東ドイツ (GDR)         | 1  | 0  | 5  | 6  |
| 4  | ブルガリア (BUL)       | 1  | 0  | 1  | 2  |
| 5  | イタリア (ITA)         | 1  | 0  | 0  | 1  |
| 5  | ユーゴスラビア (YUG)   | 1  | 0  | 0  | 1  |
| 7  | ポーランド (POL)       | 0  | 1  | 4  | 5  |
| 8  | ウガンダ (UGA)         | 0  | 1  | 0  | 1  |
| 8  | ベネズエラ (VEN)       | 0  | 1  | 0  | 1  |
| 10 | ハンガリー (HUN)       | 0  | 0  | 2  | 2  |
| 10 | ルーマニア (ROU)       | 0  | 0  | 2  | 2  |
| 12 | チェコスロバキア (TCH) | 0  | 0  | 1  | 1  |
| 12 | イギリス (GBR)         | 0  | 0  | 1  | 1  |
| 12 | ガイアナ (GUY)         | 0  | 0  | 1  | 1  |
| 12 | アイルランド (IRL)     | 0  | 0  | 1  | 1  |
| 12 | 北朝鮮 (PRK)           | 0  | 0  | 1  | 1  |